# Hoch-Ybrig
Hoch-Ybrig – ośrodek narciarski w Szwajcarii, w regionie Szwajcaria Centralna, w kantonie Schwyz, niedaleko miejscowości Unteriberg i Oberiberg.

## Położenie

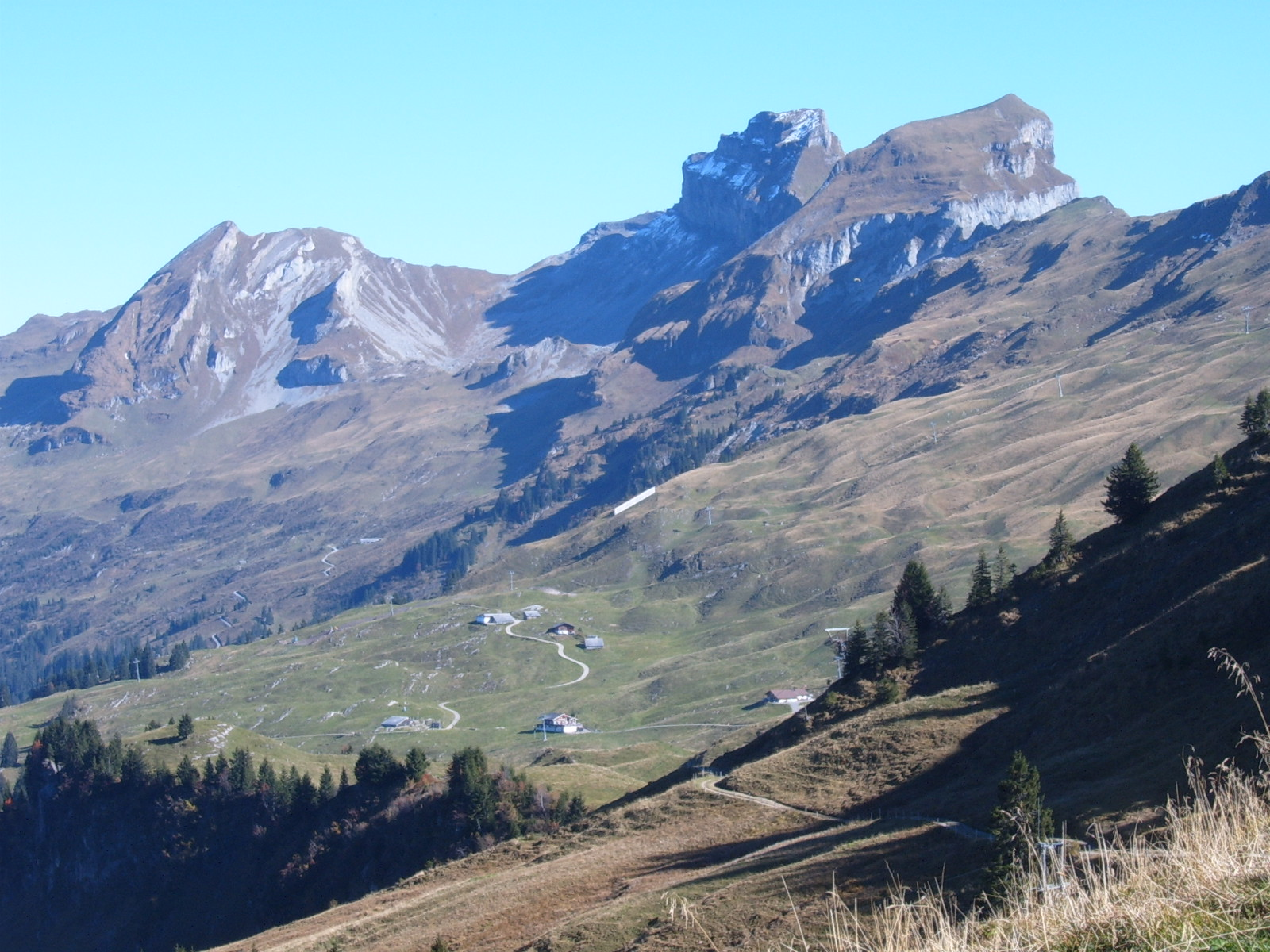
Od lewej: Twäriberg, Drusberg i Forstberg

Ośrodek znajduje się w cieniu gór Drusberg, Forstberg i Twäriberg tworzących łańcuch stanowiący granicę pomiędzy nim, a doliną Muotatal i kantonem Glarus. Leży w odległości 0,7 km od Oberibergu i 5 km od Unteribergu. Za sprawą przełęczy Ibergeregg posiada połączenie z miastem Schwyz, będącym stolicą kantonu o tej samej nazwie. Na południe od Hoch-Ybrig, wysoko nad doliną Muotatal znajduje się wieś Illgau.

## Dojazd
Do ośrodka kursują autobusy i skibusy odjeżdżające spod głównego dworca kolejowego w Zurychu.

## Opis

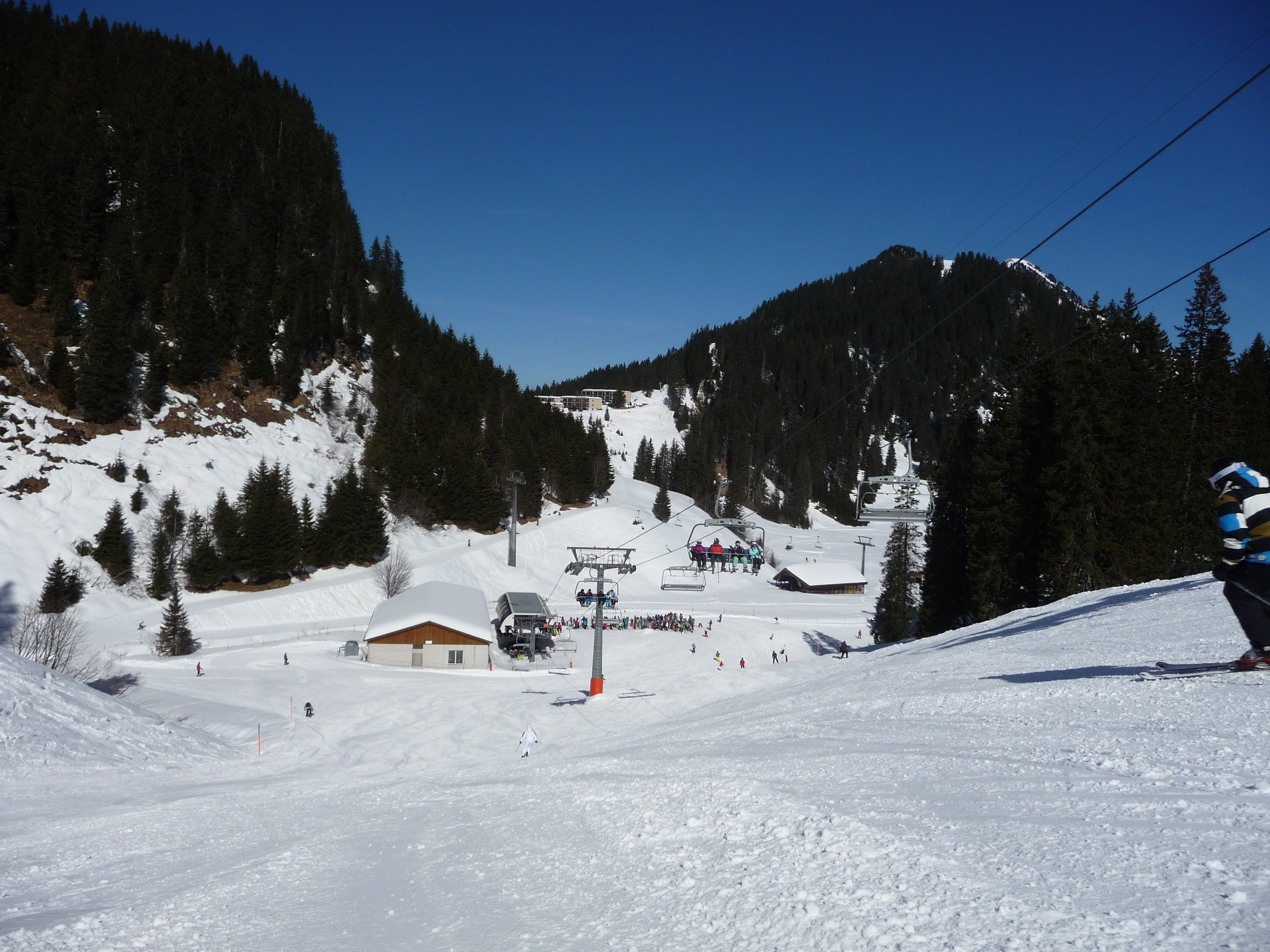
Widok na trasę narciarską z wyciągiem krzesełkowym

Hoch-Ybrig funkcjonuje od 1968 roku. Znajduje się w nim 50 km tras narciarskich z czego 15 km to trasy łatwe, 30 km trudne, a 5 km bardzo trudne. Ośrodek posiada sześć wyciągów orczykowych, pięć krzesełkowych, dwa ruchome chodniki, a także kolej gondolową prowadzącą z trasy Weglosen w dolinie rzeki Waag na szczyt góry Seebli. Mieści się w nim również snowpark, szkoła narciarsko-snowboardowa, trasy do biegów narciarskich o łącznej długości 30 km oraz zimowe szlaki piesze.
Ośrodek oferuje także infrastrukturę umożliwiającą korzystanie z niego w okresie letnim, tj. 170 km ścieżek do pieszych wędrówek, górskie trasy rowerowe, pole golfowe, korty tenisowe, kryty basen, plac zabaw dla dzieci oraz obiekty do uprawiania wędkarstwa, windsurfingu i żeglarstwa na pobliskim jeziorze Sihl.

## Sport i kultura
W 1996 roku w Hoch-Ybrig zostały zorganizowane mistrzostwa świata juniorów w narciarstwie alpejskim.
Od 2001 roku odbywa się w nim festiwal muzyczny Open Air Hoch-Ybrig.